# لشکر یکم پیاده‌نظام (ورماخت)
لشکر یکم پیاده‌نظام (به آلمانی: 1. Infanterie-Division) یکی از لشکرهای پیاده‌نظام رایشسور و ورماخت بود که در جنگ جهانی دوم به عملیات پرداخت.

## تشکیل
لشکر یکم پیاده‌نظام مدت کوتاهی پس از برقراری مجدد خدمت اجباری سربازی در آلمان، در آغاز موج نخست تسلیح مجدد آلمان، با گسترش هنگ ۱ پیاده‌نظام، روز ۱ اکتبر سال ۱۹۳۴ و در ابتدا تحت عنوان لشکر یکم فرماندهی توپخانه در کونیگسبرگ در پروس شرقی ایجاد گردید و سپس Wehrgauleitung Königsberg خوانده شد. این اسامی جهت مخفی نگاه داشتن قصد آلمانی‌ها برای گسترش نیروهای مسلح خود بر خلاف محدودیت‌های اعمال شده بر این کشور بر اساس پیمان ورسای مورد استفاده قرار می‌گرفت. نیروهای این لشکر تقریبا تماما از اهالی پروس شرقی جذب شده بودند. میراث قدرتمند پروسی این افراد در نشان لشکر یعنی نشان نظامی دودمان هوهن‌تسولرن، خاندان حاکم بر آلمان در سده‌های گذشته، عیان بود.
پس از علنی شدن تشکیل ورماخت در اکتبر سال ۱۹۳۵، نام این لشکر در نهایت به لشکر یکم پیاده‌نظام تغییر کرد. مرکز فرماندهی این لشکر در ماه فوریه سال ۱۹۳۶ از اینستربورگ به کونیگسبرگ منقل گردید.

## سازمان
- یگان‌های بسیج‌شده لشکر در ماه اوت سال ۱۹۳۹[۲]:
  - هنگ ۱ پیاده‌نظام
  - هنگ ۲۲ پیاده‌نظام
  - هنگ ۴۳ پیاده‌نظام
  - هنگ ۱ توپخانه
  - هنگ ۳۷ توپخانه
  - یگان‌های ۱ پشتیبانی لشکر

- سازمان لشکر در ماه مه سال ۱۹۴۱[۳]:
  - ستاد لشکر
  - یگان ۱ نقشه‌برداری موتوریزه
  - هنگ ۱ پیاده‌نظام:
    - ستاد هنگ
    - ۱ دسته مخابرات
    - ۱ دسته مهندسی
    - ۱ دسته شناسایی سواره
    - ۳ گردان پیاده‌نظام - هر یک:
      - ۳ گروهان پیاده‌نظام
      - ۱ گروهان مسلسل

    - ۱ گروهان توپ پیاده‌نظام
    - ۱ گروهان ضدتانک

  - هنگ ۲۲ پیاده‌نظام:
    - همانند هنگ ۱ پیاده‌نظام

  - هنگ ۴۳ پیاده‌نظام:
    - همانند هنگ ۱ پیاده‌نظام

  - گردان ۱ شناسایی:
    - ۱ دسته مخابرات بخشی‌موتوریزه
    - ۱ گروهان شناسایی سواره
    - ۱ گروهان دوچرخه‌سوار
    - ۱ گروهان شناسایی سنگین:
      - ۱ گروه توپ پیاده‌نظام
      - ۱ گروه خودروی زرهی
      - ۱ گروه ضدتانک

  - گردان ۱ ضدتانک:
    - ۳ گروهان ضدتانک موتوریزه

  - هنگ ۱ توپخانه:
    - ۱ دسته مخابرات
    - ۱ یگان آب‌وهوا
    - ۳ گروهان توپخانه سبک - هر یک::
      - دسته مخابرات
      - یگان کالیبره‌سازی
      - ۳ آتشبار سبک

    - ۱ گروهان توپخانه سنگین:
      - ۱ دسته مخابرات
      - یگان کالیبره‌سازی
      - ۳ آتشبار سنگین

  - گردان ۱ جایگزینی
  - گردان ۱ مهندسی:
    - ستاد گردان
    - ۳ گروهان مهندسی
    - ۱ ستون سبک تدارکات مهندسی

  - گردان ۱ مخابرات:
    - ۱ گروهان تلفن بخشی‌موتوریزه
    - ۱ گروهان رادیو موتوریزه
    - ۱ ستون تدارکات مخابرات بخشی‌موتوریزه

  - نیروهای ۱ تدارکات لشکر:
    - ۳ ستون سبک تدارکات موتوریزه
    - ۳ ستون تدارکات اسب‌کشنده
    - ۳ ستون تدارکات
    - ستون ۱ سوخت موتوریزه
    - گروهان ۱ نگهداری موتوریزه
    - گروهان ۱ نانوایی
    - گروهان ۱ سلاخی
    - اداره ۱ لشکر
    - گروهان ۱ بهداری
    - گروهان ۲ بهداری موتوریزه
    - گروهان ۱ آمبولانس
    - نیروی ۱ دامپزشکی
    - یگان ۱ پلیس نظامی موتوریزه
    - دفتر ۱ پست صحرایی موتوریزه

## تاریخچه عملیاتی

### لهستان
در جریان تهاجم آلمان به لهستان در ماه سپتامبر سال ۱۹۳۹ که به آغاز جنگ جهانی دوم منجر شد، لشکر یکم پیاده‌نظام به فرماندهی سرتیپ یوآخیم فن کورتسفلایش در قالب سپاه ۲۶ از ارتش سوم با گذر از مرز، پیشروی خود را به سمت ورشو آغاز کرد و در نبرد بر سر شهر مواوا مشارکت نمود که با توجه به استحکامات و مقاومت شدید مدافعان چندین روز به طول انجامید. سپس با گذر از روده‌های باگ و نارف خود را به شهرهای ونگروو و گاروولین رساند و در همان محل در شرق ورشو به عملیات خود پایان داد.

### فرانسه
لشکر یکم پیاده‌نظام نقشی در نبرد فرانسه و کشورهای سفلی نداشت و در پاییز سال ۱۹۴۰ به پروس شرقی بازگشت.

### شوروی
با آغاز عملیات بارباروسا، تهاجم آلمان به شوروی در ۲۲ ژوئن سال ۱۹۴۱، لشکر یکم پیاده‌نظام به فرماندهی سرلشکر فیلیپ کلفل در قالب سپاه ۲۶ از ارتش هجدهم از گروه ارتش شمال در نبرد منطقه بالتیک مشارکت کرد و وظیفه پیشروی در جانب شمالی جبهه غربی به سمت لنینگراد را داشت. این لشکر در درگیری‌های سنگین تا ماه اکتبر دو سوم از توان رزمی خود را از دست داد. تا سال ۱۹۴۳ و پایان محاصره لنینگراد در این منطقه باقی ماند و پس از آن با الحاق به ارتش یکم زرهی از گروه ارتش جنوب به اوکراین در جانب جنوبی جبهه منتقل شد و حوالی وینیتسا مستقر گردید. ماه مارس سال ۱۹۴۴ به همراه ارتش یکم زرهی بین رودهای بوگ و دنیستر به محاصره دشمن افتاد. در جریان تلاش برای خروج از محاصره، در عقبه سپاه ۴۸ زرهی، متحمل تلفات سنگین شد. پس از مدتی استراحت و بازیابی، به بخش مرکزی جبهه منتقل گشت. هنگامی که گروه ارتش مرکز در ماه‌های ژوئن و ژوئيه توسط دشمن منهدم گشت، این لشور جزو معدود لشکرهایی بود که موفق به گریز شد. لشکر یکم پیاده‌نظام هنگام خاتمه جنگ در پروس شرقی بود.

## فرماندهان
| نام                    | درجه                                                                                     | آغاز فرماندهی  | پایان فرماندهی |  |
| ---------------------- | ---------------------------------------------------------------------------------------- | -------------- | -------------- |  |
| گئورگ فن کوشلر         | سرتیپ                                                                                    | ۱ اکتبر ۱۹۳۴   | ۱ آوریل ۱۹۳۵   |  |
| والتر شروت             | انتصاب با درجه سرتیپ ارتقا به درجه سرلشکر (۱ آوریل ۱۹۳۶)                                 | ۱ آوریل ۱۹۳۵   | ۴ فوریه ۱۹۳۸   |  |
| یوآخیم فن کورتسفلایش   | انتصاب با درجه سرتیپ ارتقا به درجه سرلشکر (۱ مارس ۱۹۴۰)                                  | ۴ فوریه ۱۹۳۸   | ۱۴ آوریل ۱۹۴۰  |  |
| فیلیپ کلفل             | انتصاب با درجه سرتیپ ارتقا به درجه سرلشکر (۱ ژوئن ۱۹۴۱)                                  | ۱۵ آورل ۱۹۴۰   | ۱۲ ژوئیه ۱۹۴۱  |  |
| فریدریش آلتریختر       | سرتیپ                                                                                    | ۱۲ ژوئیه ۱۹۴۱  | ۴ سپتامبر ۱۹۴۱ |  |
| فیلیپ کلفل             | سرلشکر                                                                                   | ۴ سپتامبر ۱۹۴۱ | ۱۶ ژانویه ۱۹۴۲ |  |
| مارتن گراز             | سرلشکر                                                                                   | ۱۶ ژانویه ۱۹۴۲ | ۱ ژوئیه ۱۹۴۳   |  |
| ارنست-آنتون فون کروسیک | انتصاب با درجه سرهنگ ارتقا به درجه سرتیپ (۱ سپتامبر ۱۹۴۳) ارتقا به درجه سرلشکر (مه ۱۹۴۴) | ۱ ژوئیه ۱۹۴۳   | ۱۰ مه ۱۹۴۴     |  |
| هانس-یوآخیم بائُرمایستر | سرهنگ                                                                                    | ۱۰ مه ۱۹۴۴     | ۸ ژوئن ۱۹۴۴    |  |
| ارنست-آنتون فون کروسیک | سرلشکر                                                                                   | ۸ ژوئن ۱۹۴۴    | ۱ اکتبر ۱۹۴۴   |  |
| هانس شیتنیگ            | انتصاب با درجه سرتیپ ارتقا به درجه سرلشکر (روز سال نو ۱۹۴۵)                              | ۱ اکتبر ۱۹۴۴   | ۲۷ فوریه ۱۹۴۵  |  |
| هنینگ فون تادن         | سرلشکر                                                                                   | ۲۷ فوریه ۱۹۴۵  | ۲۶ آوریل ۱۹۴۵  |  |
| ایگون اووِربک           | سرهنگ                                                                                    | ۲۶ آوریل ۱۹۴۵  | پایان جنگ      |  |
|                        |                                                                                          |                |                |  |

## کتابشناسی
- Mitcham, Samuel (1985). Hitler's Legion: The German Army Oder Of Battle, World War II. Stein And Day. ISBN 0-8128-2992-1.
- Nafziger, George (2000). The German Order of Battle: Infantry In World War II. STACKPOLE BOOKS. ISBN 1-85367-393-5.